# Macaranga albescens
Macaranga albescens är en törelväxtart som beskrevs av Lily May Perry. Macaranga albescens ingår i släktet Macaranga och familjen törelväxter. Inga underarter finns listade i Catalogue of Life.